# Садки (Охтирський район)
Садки́ —  село в Україні, у Чупахівській селищній громаді Охтирського району Сумської області. Населення становить 17 осіб. Колишній орган місцевого самоврядування — Олешнянська сільська рада.

## Географія
Село Садки знаходиться на лівому березі річки Олешня, вище за течією на відстані 1,5 км розташоване село Олешня, нижче за течією примикає село Комарівка, на протилежному березі - села Лисе і Горяйстівка. Поруч проходить залізнична гілка.